# 岡野衛士
岡野 衛士（おかの もりと、1898年（明治31年）10月8日 - 1976年（昭和51年）8月25日）は山口県山口市出身の実業家。大阪証券取引所理事長などを務めた。

## 経歴
1898年（明治31年）10月8日山口市に生まれる。1919年（大正8年）広島市の旧制修道中学校（現：修道中学校・高等学校）を卒業し、関西大学専門部法律学校に入学。1920年3月大阪株式取引所に入所し働きながら夜学を続け、1922年（大正11年）同校を卒業。1943年（昭和18年）日本証券取引所が開設されると理事に就任。1949年（昭和24年）大阪証券取引所を設立し理事に就任。同取引所にコンピューターを導入するなど戦後の大証復興に尽力した。1955年（昭和30年）大阪証券取引所理事長に就任。1956年（昭和31年）理事長退任とともに大阪証券会社を設立、初代社長に就任。1976年（昭和51年）8月25日逝去。77歳。